# Nobutaka Taguchi
Nobutaka Taguchi (Saijo, 18 de junho de 1951) é um ex-nadador japonês, especialista no nado peito e campeão olímpico em 1972.
Em Munique, ele ganhou o primeiro ouro olímpico do Japão na natação desde 1956. O Japão dominou os Jogos Olímpicos de 1932 e 1936, e ganhou a coroa do nado peito nos Jogos de 1928, 1932, 1936 e 1956, apesar de três mudanças radicais nas regras que do estilo peito, uma de cada vez.
Em 1972, bateu três norte-americanos em sua vitória olímpica. Ele foi o único campeão do Japão em Munique. Sua realização foi notável, por ele ter vencido durante uma era de domínio de cinco anos de John Hencken e David Wilkie, recordistas mundiais. Ele encerrou sua carreira nos Jogos Olímpicos de Montreal.
Em 1987 foi introduzido no International Swimming Hall of Fame.